# Веласко Маруган, Анхель
Анхель Веласко Маруган (исп. Ángel Velasco Marugán; 16 мая 1986, Сеговия, Испания), более известный как Лин — испанский футболист, игрок в мини-футбол. Нападающий футзального клуба «Реал Бетис» и сборной Испании.

## Биография
Дебютировал в мини-футболе за испанского гранда «Бумеранг Интервью», выигрывал с ним чемпионат Испании и Межконтинентальный кубок. Однако, не сумев выдержать конкуренцию с именитыми игроками, вскоре перешёл в клуб «Каха Сеговия».
Летом 2010 года перешёл в «Барселону». С 2016 по 2021 год выступал в России за КПРФ. Летом 2021 года вернулся в Испанию.
В клубе из родной Сеговии Лин демонстрировал яркую игру, что впоследствии привело к его вызову в сборную Испании. В составе испанцев он отправился на чемпионат Европы 2010 года, где выиграл чемпионский титул. Лин забил гол в финале против сборной Португалии и был признан одним из открытий турнира.

## Достижения
- Чемпион Европы (3): 2010, 2012, 2016
- Чемпион Испании (3): 2004/05, 2010/11, 2011/12
- Обладатель Кубка Испании (1): 2011
- Обладатель Королевского кубка Испании (2): 2010/11, 2023/24
- Обладатель Кубка УЕФА (2): 2012, 2014
- Обладатель Межконтинентального кубка (1): 2005
- Чемпион России (1): 2019/20